# 蕉源水库
蕉源水库是中国江西省吉安市万安县境内的一座水库，位于通津河上，建于1969年。水库正常库容为1950万立方米，平均水深为9.30米，集雨面积为82平方千米，海拔为145米。